# Za Za Bluff
Das Za Za Bluff ist ein über 1600 m hohes Felsenkliff im Australischen Antarktisterritorium. Es ragt in den Lonewolf Nunataks westlich der Churchill Mountains auf.
Das New Zealand Antarctic Place-Names Committee benannte es 2003 nach einem Schlittenhund, der während der von 1959 bis 1960 durchgeführten Kampagne im Rahmen des New Zealand Antarctic Research Programme im Einsatz war.